# 1998年度兒歌金曲頒獎典禮得獎名單
1998年度兒歌金曲頒獎典禮於1998年8月底舉行。司儀為沈殿霞、陳浩民和李珊珊。當年「兒童大使」為陳浩民和李珊珊。

## 十大兒歌金曲
1. 《友共情》 - 古巨基
2. 《前進呀！Gulliver Boy》 - 安德尊，頒獎嘉賓︰羅嘉良 （《超時空少年》片頭曲）
3. 《仙樂處處飄》 - 袁鳳瑛，頒獎嘉賓︰薛家燕、黃錦燊
4. 《超人的主題曲》 - 陳奕迅，頒獎嘉賓︰羅霖 （《超人迪加》片頭曲[1]）
5. 《相依的心》 - 唐韋琪，頒獎嘉賓︰陳松伶
6. 《皇家雙妹嘜》 - 歐倩怡，頒獎嘉賓︰七龍珠卡通人物 （《皇家雙妹嘜》片頭曲）
7. 《快樂Cha Cha Cha》 - 陳建穎，頒獎嘉賓︰鄭柏林、張裕東
8. 《星星傳說》 - 沈殿霞、鄭欣宜，頒獎嘉賓︰鄭少秋
9. 《小丸子放暑假》 - 歐倩怡，頒獎嘉賓︰李家仁
10. 《女巫學飛天》 - 滕麗名，頒獎嘉賓︰莫鳳儀

## 至NET兒歌大獎
- 《不必放棄》 - 許思行

## 最受爹Ｄ媽咪歡迎大獎
- 《友共情》 - 古巨基

## 金曲金獎
- 《超人的主題曲》 - 陳奕迅